# Sönke Knutzen

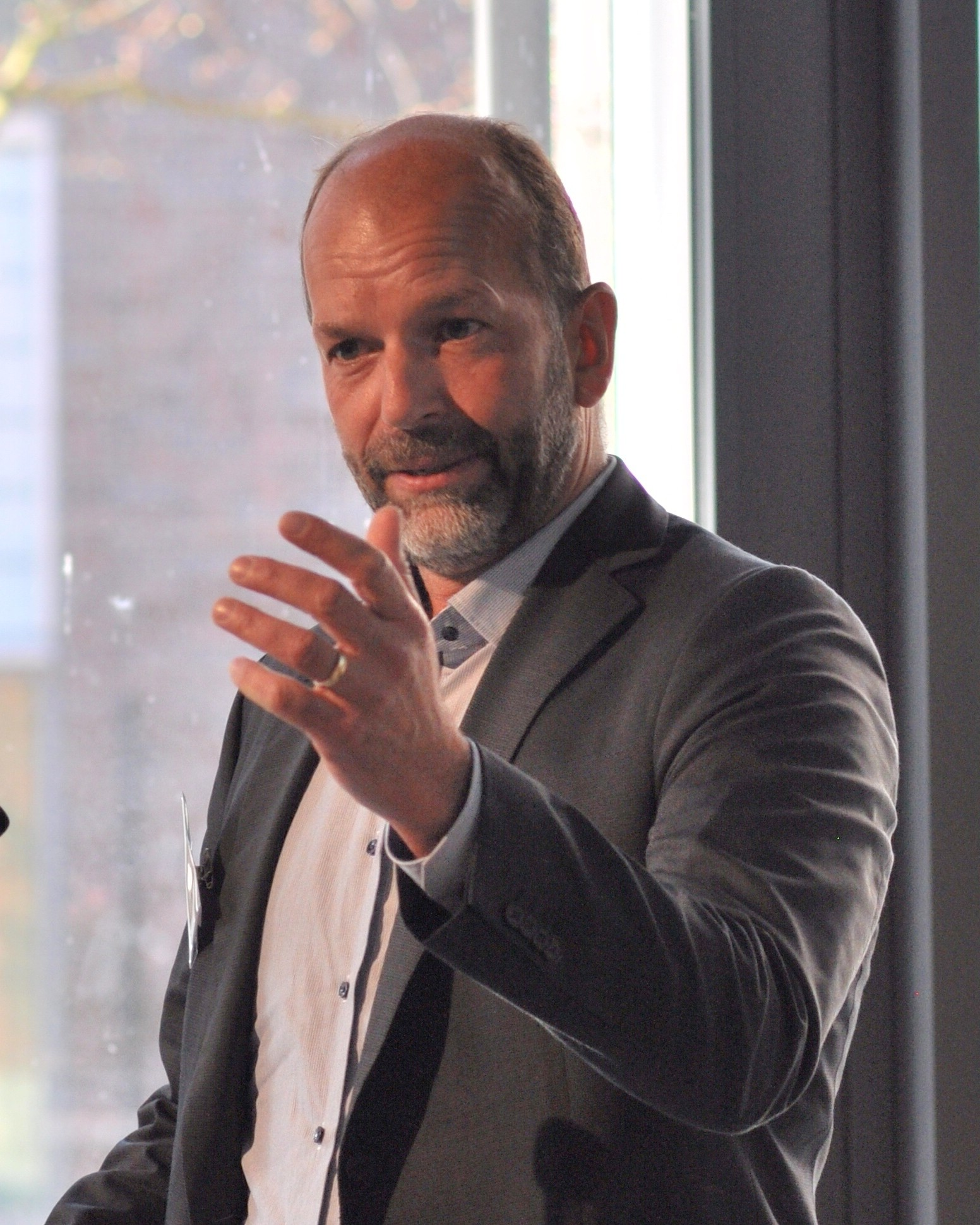
Sönke Knutzen bei der Eröffnung der Hamburg Open Online University am 22. April 2015

Sönke Knutzen (* 8. Februar 1966 in Itzehoe) ist ein deutscher Berufsschullehrer und Professor für „Technik, Arbeitsprozesse und Berufliche Bildung“ an der Technischen Universität Hamburg.

## Leben
Von 1983 bis 1986 absolvierte Knutzen eine Ausbildung zum Elektroinstallateur. Im Anschluss begann er 1987 ein Studium der Elektrotechnik an der Fachhochschule Hamburg, der heutigen HAW, mit dem Schwerpunkt Automatisierungstechnik, das er 1992 als Diplom-Ingenieur abschloss. Von 1992 bis 1996 studierte er Lehramt für die Oberstufe und Berufsschulen an der Universität Hamburg und der Technischen Universität Hamburg.
Von 1996 bis 2001 war Knutzen wissenschaftlicher Mitarbeiter im Arbeitsbereich „Prozesstechnik und Berufliche Bildung“. 2001 promovierte er zum Thema Innovationskompetenz des Handwerks an der TUHH.
Von 2001 bis 2006 war Knutzen Gesellschafter einer Medienagentur mit dem Schwerpunkt e-Learning.
Knutzen ist verheiratet, hat ein Kind und lebt in Hamburg.

## Wirken
Im Jahr 2003 erhielt Knutzen einen Ruf als Junior-Professor für Gebäudesystemtechnik und Medientechnik am neu gegründeten „Institut für Technik, Arbeitsprozesse und Berufliche Bildung“, das aus der Arbeitsgruppe hervorgegangen war. Seit 2009 ist Knutzen Leiter des Instituts. Im Mai 2015 wurde das Institut in „Institut für Technische Bildung und Hochschuldidaktik“ umbenannt, es folgt damit der Ausrichtung in Forschung und Lehre mit den Schwerpunkten auf die Technische Bildung und Hochschuldidaktik.
Im April 2012 wurde Knutzen als Nachfolger von Dieter Krause in das Amt des Vizepräsidenten für Lehre an der TUHH berufen. Die Amtszeit beträgt drei Jahre. Im Rahmen einer neuen didaktischen Ausrichtung wurden interdisziplinäre Bachelorprojekte sowie ein achtsemestriger Bachelor-Studiengang entwickelt. Im April 2015 wurde er für eine zweite Amtszeit bestätigt.
Im Jahr 2013 erhielt Knutzen den Deutschen Bildungsmedienpreis „digita“ in der Kategorie „Berufliche Bildung und Studium“ für das Projekt „Kompetenzwerkstatt Elektrohandwerk“.
Knutzen ist Initiator der im Frühjahr 2015 ins Leben gerufenen Hamburg Open Online University (HOOU). Seit 2015 ist er auch Mitglied der Themengruppe „Change Management & Organisationsentwicklung“ beim 2014 vom Centrum für Hochschulentwicklung, Hochschulrektorenkonferenz und Stifterverband initiierten Hochschulforum Digitalisierung, welches vom Bundesministerium für Bildung und Forschung gefördert wird.